# 911 (gruppo musicale)
I 911 (pronuncia nine one one) sono un gruppo musicale pop britannico formatosi nel 1995. La boy band si è sciolta nel 2000. Nel 2005 si è ricompattata per partecipare a un programma televisivo e nell'ottobre 2012 si è ufficialmente riunita per incidere nuovamente.
Tra il 1996 e il 1999 il gruppo ha prodotto diversi singoli e album. Il primo album The Journey è uscito nel marzo 1997. Tra i brani più conosciuti del gruppo vi sono The Day We Find Love, Bodyshakin' e la cover di A Little Bit More di Dr. Hook.

## Formazione
- Lee Brennan
- Jimmy Constable
- Spike Dawbarn

## Discografia
Album studio
- 1997 - The Journey
- 1998 - Moving On
- 1999 - There It Is
- 2013 - Illuminate... (The Hits and More)

Raccolte
- 1999 - The Greatest Hits and a Little Bit More

Singoli
- 1996 - Night to Remember
- 1996 - Love Sensation
- 1996 - Don't Make Me Wait
- 1997 - The Day We Find Love
- 1997 - Bodyshakin'
- 1997 - The Journey
- 1997 - Party People...Friday Night
- 1998 - All I Want Is You
- 1998 - How Do You Want Me to Love You?
- 1998 - More Than a Woman / Nothing Stops the Rain
- 1999 - A Little Bit More
- 1999 - Private Number
- 1999 - Wonderland
- 2013 - 2 Hearts 1 Love